# El lince perdido
El lince perdido es una película de animación, producido por la empresa granadina Kandor Graphics, en colaboración con la antigua Consejería de Medio Ambiente de la Junta de Andalucía y la productora de Antonio Banderas, Green Moon. Obtuvo el Goya a la mejor película de animación en la edición de 2008.
Los medios y el público la recibieron muy positivamente, y la han considerado la mejor película española de animación realizada hasta la fecha.

## Argumento
Félix, un lince patoso y con mala suerte, esá internado en un centro de recuperación del parque de Doñana, para curarse de sus heridas. Durante su estancia, el centro es atacado por mercenarios contratados por un millonario excéntrico, llamado Noé, que pretende crear una especie de arca de Noé para salvar a especies en peligro de extinción. Por agradecimiento, puesto que le ayudaron a conseguir su fortuna. Para ello contrata los servicios de un despiadado cazador llamado Newman.
Junto con Gus, un camaleón con problemas de camuflaje; Beea, una cabra hispánica sin miedo al riesgo; Astarté, un halcón vengativo; y Rupert, un topo padre de familia numerosa, echarán por tierra los planes de Noé y Newman.
Todo ello, transcurre en paisajes de los Parques Naturales de Andalucía.

## Premios recibidos
- Mejor película Festival Internacional Animadrid, 2008
- Mención Especial Festival Internacional de Animación 2008
- Goya a la Mejor Película de Animación, 2008.
- Premio del Jurado en el San Diego Latino Film Festival, 2009
- Premio especial Festival de Cine de Giffoni (Italia), 2009
- Preseleccionada Mejor película de animación Oscars, 2010[8]